# 유지매미

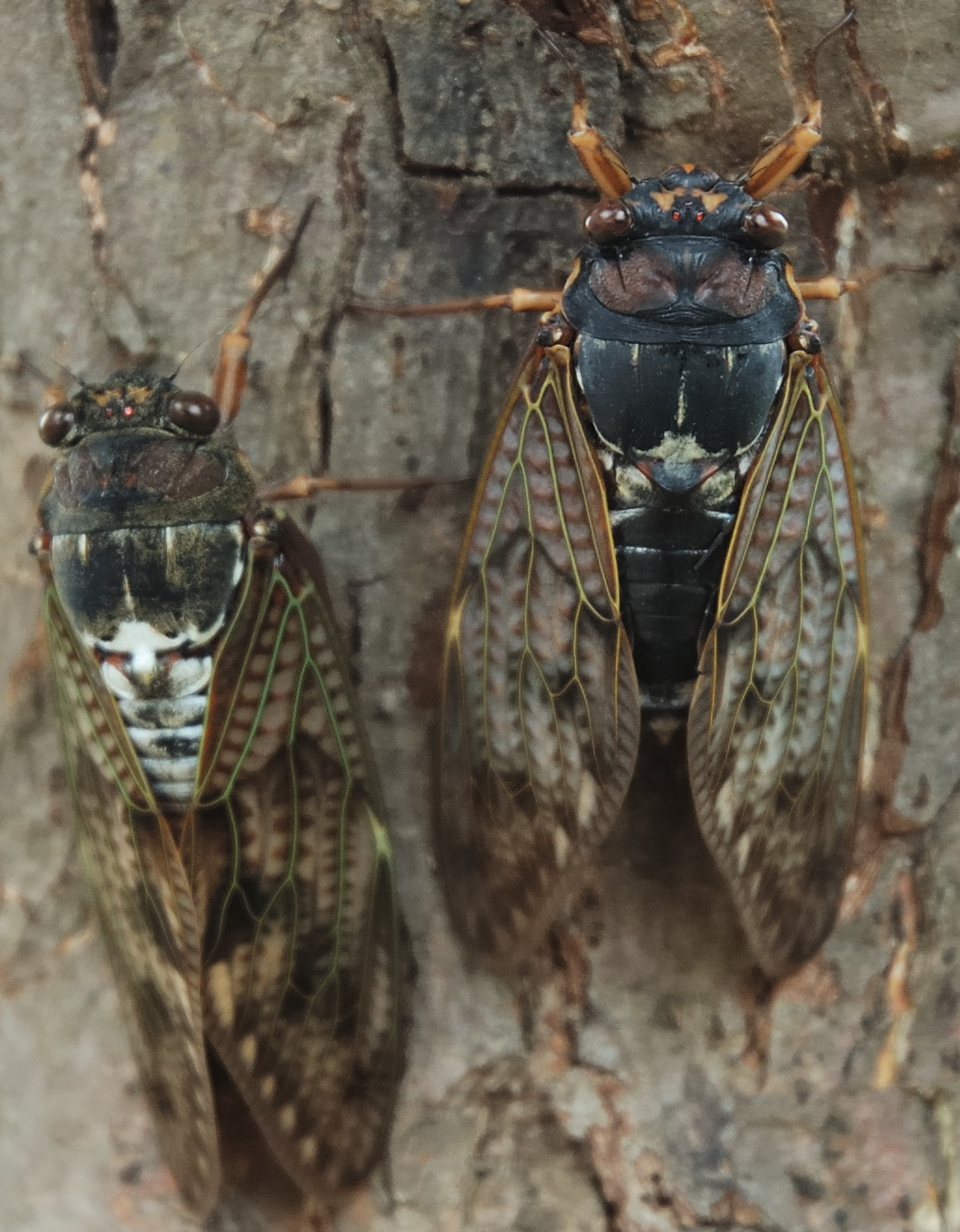
유지매미.

유지매미(油脂-, 문화어: 기름매미)는 곤충강 노린재목 매미과의 곤충이다. 학명은 Graptopsaltria nigrofuscata이다.
몸길이는 35mm 정도이고 몸 빛깔은 흑색이며, 날개는 갈색이다. 땅속에서 약 5년 정도를 지내다가 나오며, 주로 산지에 서식한다. 한반도, 중국 대륙, 일본 열도, 타이완 등에서 관찰된다.

## 울음소리
처음에는 '찍 끄르르르 찍 끄르르르' 하면서 울음이 전개되다가 소리가 점점 높아지면서 '지글지글지글지글...'하고 절정에 달한다. 이 소리가 기름 끓는 소리 비슷하다 하여 유지매미라 이름이 붙여졌다. 세간에서는 울음소리를 본따 찌륵매미라고도 한다.

## 일본의 유지매미
일본에서도 유지매미(アブラゼミ)의 뜻은 '기름매미'라는 뜻으로 한국의 이름 어원과 같다. 일본에서는 주변에서 흔하게 볼 수 있는 매미로, 민민매미와 더불어서 가장 흔한 매미이다. 산지에 개체수가 많고 도심에는 개체수가 적은 한국과는 달리 도심에서도 흔히 볼 수 있다.

## 사진

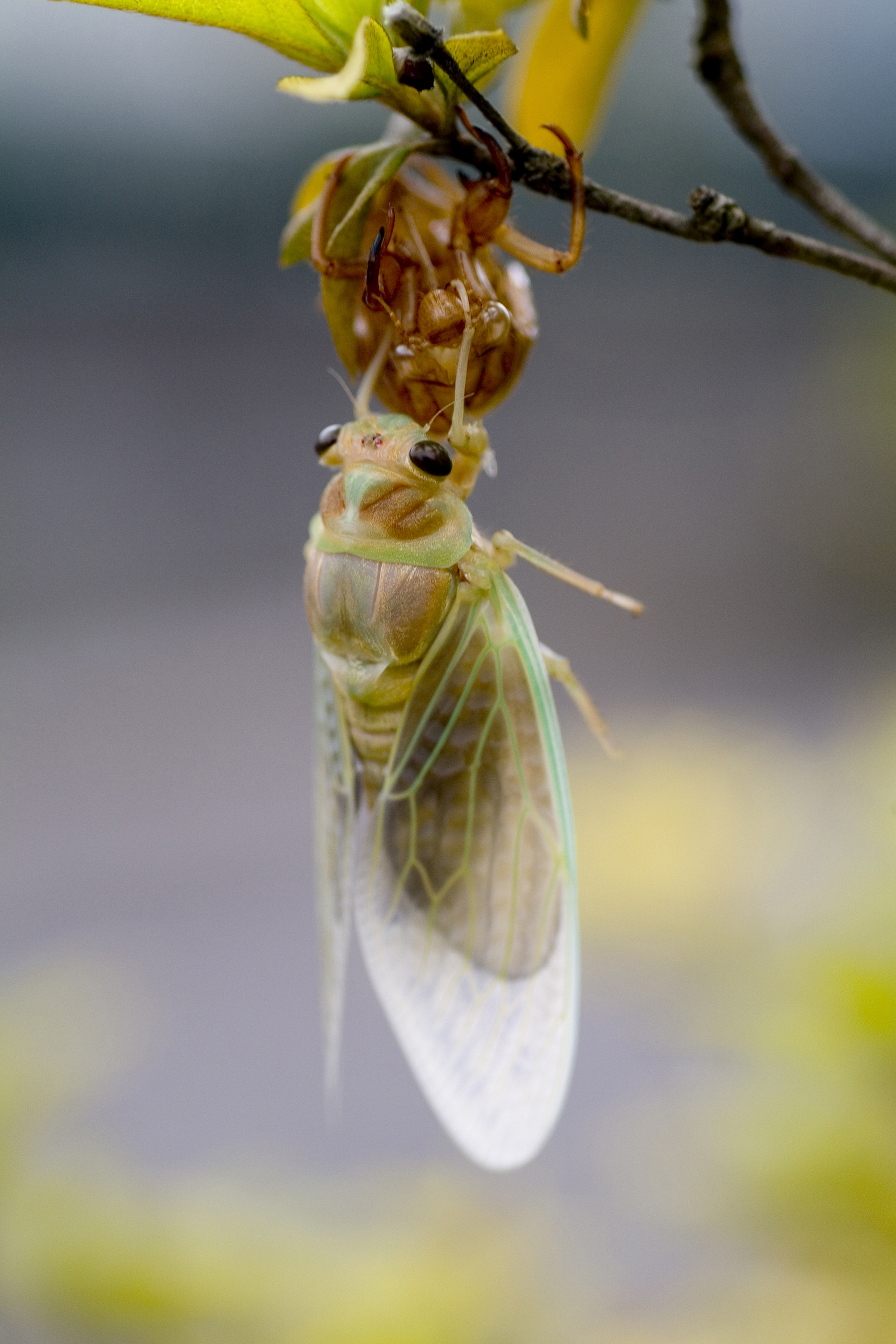
우화 중인 유지매미.
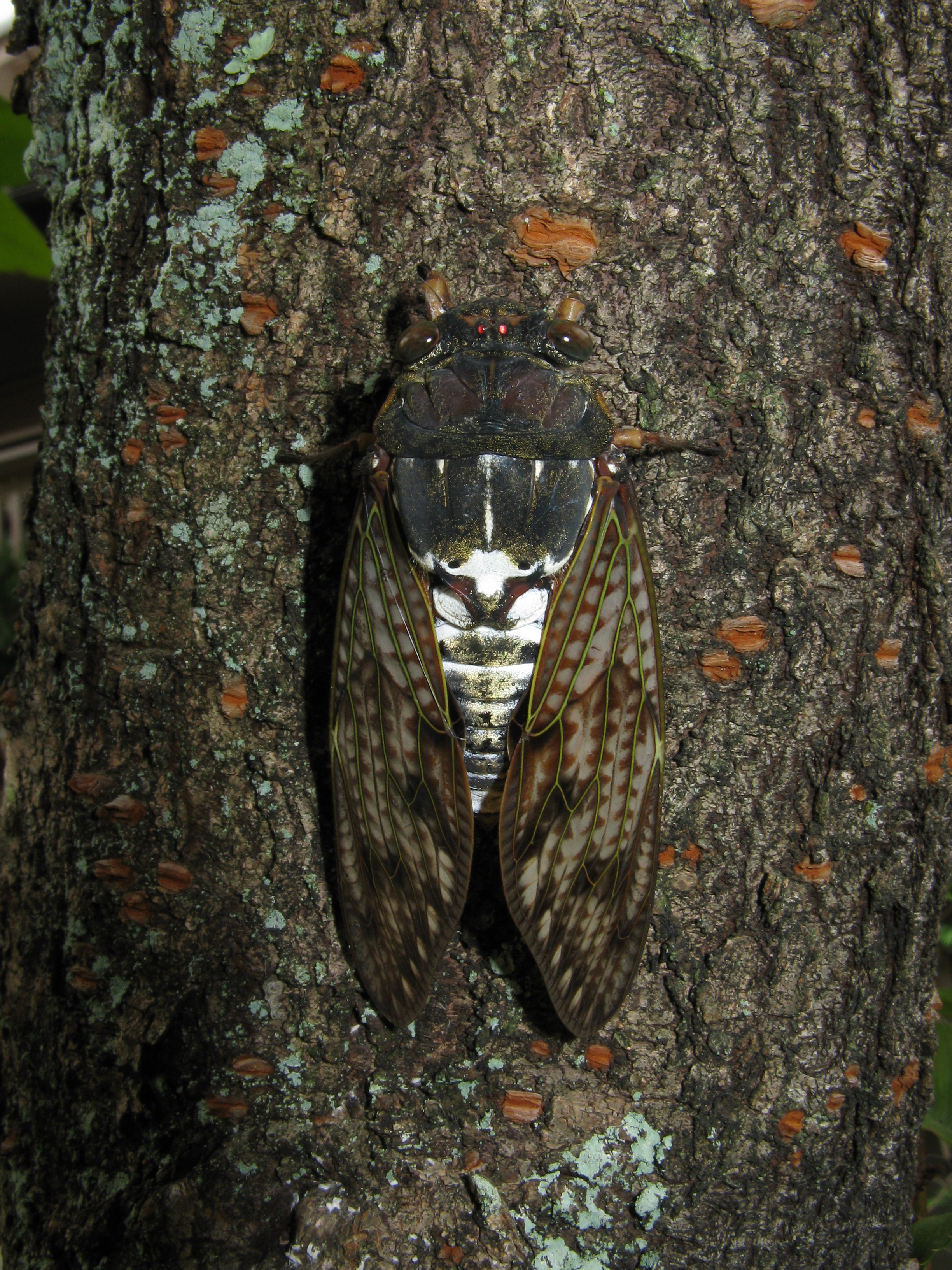
유지매미의 날개는 갈색이기 때문에 위장에 유리하다.